# I Don’t Dance
«I Don’t Dance» — песня, исполненная актёром-певцом Лукасом Грейбилом и Корбином Блю в телефильме «Классный мюзикл: Каникулы», выпущенном в 2007 году. Одна из семи песен из саундтрека «Классный мюзикл: Каникулы», попавшего в Billboard Hot 100. Он был также назначен официальной заставкой для 2007 Little League World Series.

## Сцена изКлассный мюзикл: Каникулы
В фильме Классный мюзикл: Каникулы песня была исполнена на бейсбольном поле. Актёра Корбина Блю ударили по голове в трёх разных случаях во время съёмок сцены фильма. На съёмках сцены Блю заявил: «Ужасно смешивать актёрство, танцы и пение одновременно. А когда ещё и спортом занимаешься, это уже невероятно сложно».

## Обзоры
Том Брейан из Village Voice назвал песню «лучшим танцевальным номером фильма» и прокомментировал, как танцевальная программа ухитрилась «включить рэп и свинг, которые вроде бы [его] изумили». Обозреватель Эрин Нолан отнес песню к «безумно привлекательным». Не все обозреватели однако были позитивны. Обозреватель для Charlotte Observer назвал мелодию «истязающей», The New York Times посчитал, что «КМК был самым пустым фильмом, который он когда-либо видел, „была“ великолепная идея сыграть и латинизацию главных лиг (добавив немного сальсы в хип-хоп), и захватывающие конфликты оперетты в последних сезонах», но то, что камера плохо снимала сцены, указывает на то, что «зрители никогда смогут рассмотреть хореографию… и поэтому, сложно оценить игру актёров или их таланты».

## Форматы и трек-литсы
Промосингл к песне был выпущен в Португалии, но без английской версии «I Don’t Dance», вместе с клипом. Клип можно увидеть на High School Musical 2 2-Disc Deluxe Dance Edition DVD.
| №  | Название                                     | Длительность               |
| -- | -------------------------------------------- | -------------------------- |
| 1. | «Eu Não Danço (Expensive Soul feat. Bianca)» | 3:30                       |
| 2. | «Eu Não Danço (Music video, computer track)» | 3:35 (Music video version) |

## Появления в чарте
Он дебютировал в Billboard Hot 100 74 строкой чарте 1 сентября 2007 года.

## Чарты
| Чарт (2008)                    | Наивысшая позиция |
| ------------------------------ | ----------------- |
| Australian ARIA Singles Chart  | 95                |
| Canadian Hot 100               | 81                |
| Американский Billboard Hot 100 | 70                |
| U.S. Billboard Pop 100         | 50                |